# Pytanie 7
Pytanie 7 – amerykańsko-zachodnioniemiecki film dramatyczny z 1961 roku. Film pokazuje prześladowanie chrześcijan w NRD.

## Treść
Akcja toczy się w komunistycznym NRD. Peter, syn luterańskiego pastora, pragnie zostać przyjętym do Konserwatorium Muzycznego. Problem w tym, że aby się tam dostać, musi odpowiedzieć na siedem pytań, spośród których jedno zakłada faktyczne wyparcie się wiary chrześcijańskiej, o ile odpowie się na nie pozytywnie. Peter przeżywa ciężkie rozterki natury religijnej i odkłada odpowiedź na to pytanie.

## Obsada[2]
- Michael Gwynn: pastor Friedrich Gottfried
- Christian De Bresson: Peter Gottfried
- Almut Eggert: Anneliese Zingler
- Margaret Jahnen: Gerda Gottfried
- Erik Schumann: Rolf Starke
- Leo Bieber: Rettmann, sekretarz partii
- Max Buchsbaum: inspektor Hermann
- Fritz Wepper: Heinz Dehmert
- Eduard Linkers: Otto Zingler
- Helmo Kindermann: posterunkowy Luedtke